# Гибралтарска фунта
Гибралтарска фунта (GIP) је валута коју издаје влада Гибралтара. То је у ствари облик Британске фунте. Новчанице имају сопствени дизајн а попут шкотске фунте није средство плаћања у Енглеској, али се може заменити по курсу 1:1.
ISO 4217 код Гибралтарске фунте је: GIP, а нумерички: 292.